# Carnivore
A Carnivore (Húsevő) egy amerikai thrash/speed-metal zenekar. Tagok: Baron Misuraca, Louie Beato, Joe Branciforte és Marc Piovanetti.
A Carnivore 1982-ben alakult meg Brooklynban. Fennállásuk alatt 2 nagylemezt jelentettek meg.  Négy korszakuk volt: először 1982-től 1987-ig működtek, majd 1994-től 1996-ig, majd 2006-tól 2010-ig, végül 2017-ben újból összeálltak, ekkor Carnivore A.D. néven.
Peter Steele, a Type O Negative nevű kultikus doom metal zenekar énekese is itt kezdte pályafutását.

## Diszkográfia
- Carnivore (1985)
- Retaliation (1987)